# Marpissa dentoides
Marpissa dentoides är en spindelart som beskrevs av Barnes 1958. Marpissa dentoides ingår i släktet Marpissa och familjen hoppspindlar. Inga underarter finns listade i Catalogue of Life.